# بيترير
بلدية بيترير، في أوقات الأندلس بترير، (بالإسبانية: Petrer)‏، هي بلدية تقع في مقاطعة اليكانتي. جنوب شرق إسبانيا. يبلغ عدد سكانها 35,000 نسمة.

## أعلام
- إزاياس غوارديولا
- غيدون غوارديولا
- ديفيد أريناس توريس

## وصلات خارجية
- (بالإسبانية)